# سيريل توماس
سيريل توماس (30 أكتوبر 1976 في فرنسا - ) (بالفرنسية: Cyril Thomas)‏ هو ملاكم فرنسي، صنّف ضمن فئة وزن الريشة ‏.

## وصلات خارجية
- سيريل توماس على موقع بوكس ريك (الإنجليزية) (registration required)